# 大韩帝国勋章
大韩帝国勋章于1900年（光武4年）4月17日依大韓帝國敕令第13号《勋章条例》设立。

## 历史
1900年（光武4年）4月17日，大韓帝國敕令第13号《勋章条例》设立大勳位金尺大綬章、大勳位李花大綬章、太极章和紫鹰章。1901年（光武5年）4月16日，依敕令第10号设立八卦章。1902年（光武6年）8月12日增设大勋位瑞星大绶章。1907年（光武11年）3月30日，依敕令第20号设立瑞凤章。

## 勋章品种

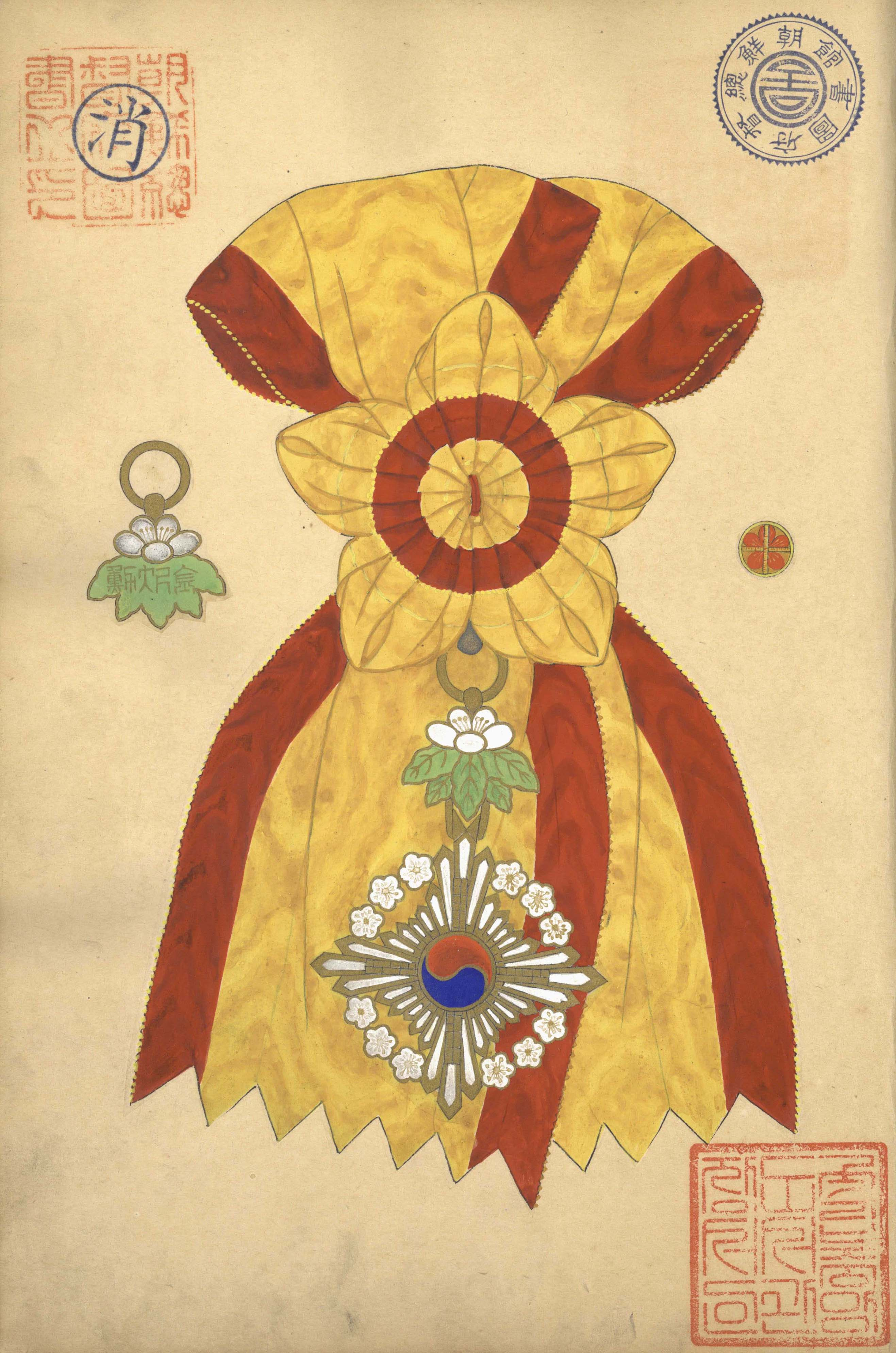
大勳位金尺大綬章

设立勳等是为奖励有功德的人，并依等级授予各种不同的勋章和奖牌。勋位分为大勋位、勋、功三等，勋和功分为八级。

### 大勋位金尺大绶章
此綬章为大勳位荣誉军衔，不设等级，是大韩帝国最高荣誉。勋章名称源于朝鲜王朝开国之君李成桂即位前在梦中获得的金质勋章（意为统治世界）。基本上只有皇室才能佩戴，享有特殊荣誉的皇室成员会由皇帝授勋。 

### 大勋位瑞星大绶章
此綬章为大勳位荣誉军衔，不设等级，地位介于金尺大綬章和李花大綬章。奖章的名称取自國初旧事。曾获得大勳位李花大綬章的皇室成员会由皇帝授勋。

### 大勳位李花大綬章
此綬章为大勳位荣誉军衔，不设等级，居瑞星大綬章之下、太極章之上。奖牌名称取自国徽。皇帝特旨授予有特別功績的太極章受勳者。

### 太極章
分为八级，根据其等级授予表现突出的文官和武官。勋章名称取自國旗。

### 八卦章
该等级与前者等效，此勋章分为八级（按官衔授予）。

### 紫鷹章
分八等到八级，根据其等级对功勋卓著的人授予该勋章（勋章名取自武功谚语）。

### 瑞鳳章
分六等，由皇后赐予內命婦、外命妇。勋章名及寓意取自传统宫廷纹饰“礼装凤凰冠”。 

### 引用
1. 1 2 3 4 5 6 7  고종실록. . 국사편찬위원회. 1900-04-17  [2012-04-27]. （原始内容存档于2021-06-16）.
2. ↑  고종실록. . 국사편찬위원회. 1901-04-16  [2012-04-27]. （原始内容存档于2013-10-05）.
3. 1 2  고종실록. . 국사편찬위원회. 1902-08-12  [2012-04-24]. （原始内容存档于2013-10-05）.
4. 1 2  고종실록. . 국사편찬위원회. 1907-03-30  [2012-04-27]. （原始内容存档于2013-10-04）.
5. ↑  李 1999，第88頁.
6. 1 2 3 4  고종실록. . 국사편찬위원회. 1900-04-17  [2012-04-23]. （原始内容存档于2019-03-27）.
7. ↑  고종실록. . 국사편찬위원회. 1905-09-19  [2012-04-27]. （原始内容存档于2021-06-13）.

### 來源
- 李康七.  . 白山出版社. 1999. ISBN 9788977392595.